# Saviglianese FBC 1919
La Saviglianese FBC 1919 S.S.D. a R.L. o semplicemente Saviglianese, è una società calcistica di Savigliano in provincia di Cuneo. Nella stagione 2021/2022 ha militato nel girone F di Prima Categoria Piemonte.

## Storia

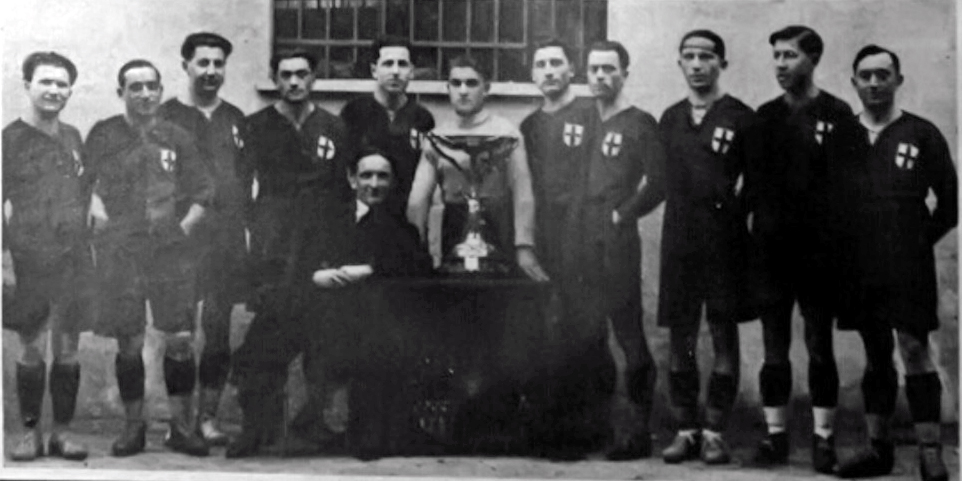
Una formazione della Saviglianese del campionato di Terza Divisione 1927-1928 vittoriosa del trofeo Coppa Corda

Fondata nel 1919 come Savigliano Football Club, dai primi anni dalla nascita militò dalla Seconda Divisione alla Prima Divisione e dalla stagione 1927-1928 i giocatori vennero soprannominati "i maghi" (tuttora sono così conosciuti dai tifosi e dalla stampa) per la bravura, l'abilità, la destrezza ed i risultati ottenuti in epiche partite con squadre blasonate per la categoria e supportate da mezzi economici maggiori per i tempi.
Negli anni trenta e quaranta militò nei campionati di Serie C ed Interregionale effettuando diverse amichevoli con il Grande Torino. Negli anni cinquanta e sessanta militò nei campionati Prima Categoria. Negli anni settanta nei campionati di Promozione. Negli anni ottanta l'apice nella stagione 87-88 con il campionato professionistico della serie C2 alla presidenza di Gino Bordone, dagli anni novanta ad oggi tra l'Eccellenza e la Prima Categoria.

## Organigramma
- Presidente: Giacomo Crosetto
- Vice Presidente. Marco Dabbene
- Consigliere: Pier Luigi Ponzi
- Direttore Generale : Igor Bertone

## Palmarès

### Competizioni regionali
- Promozione: 3

1985-1986 (girone C), 1998-1999 (girone D, 2003-2004 (girone C)
- Prima Divisione: 4

1938-1939 (girone D), 1951-1952 (girone D), 1953-1954, 1958-1959
- Campionato italiano di terza divisione: 1

1927-1928 (girone C)